# Gustaf Celsing (hovman)
Gustaf Herman Celsing, född den 15 juni 1843 i Malma församling, Västmanlands län, död 11 maj 1921 i Solna församling, Stockholms län, var en svensk hovman. Han var son till Lars Gustaf Celsing och bror till Arnold Celsing.

## Biografi
Celsing blev sekundlöjtnant i flottan 1864 och var löjtnant där 1871–1876. Han blev kammarherre 1878, hos drottning Sofia 1883, förste kammarherre där 1897 och överkammarherre 1899. Celsing skickades 1908 som utomordentligt sändebud till Höga Porten för att notificera Gustav V:s tronbestigning. Han var ståthållare på Ulriksdal och Haga 1908. Celsing invaldes som ledamot av Samfundet för utgivande av handskrifter rörande Skandinaviens historia 1909. Svedelius blev riddare av Vasaorden 1885, av Nordstjärneorden 1888 och av Carl XIII:s orden 1909 samt kommendör av första klassen av Nordstjärneorden 1894 och kommendör med stora korset 1904.
Celsing och hans hustru friherrinnan Ulla Strömfelt bodde i Villa Beylon i Ulriksdal. Genom henne var han under en period ägare till Sparreholms slott. Makarna Celsing hade inga barn. De vilar på Solna kyrkogård.